# Čieskadasvárri
Čieskadasvárri är en kulle i Finland. Den ligger i Enare i landskapet Lappland, i den norra delen av landet, 1 000 km norr om huvudstaden Helsingfors. Toppen på Čieskadasvárri är 330 meter över havet. Čieskadasvárri ligger vid sjön Jottijävri.
Terrängen runt Čieskadasvárri är huvudsakligen platt.  Trakten runt Čieskadasvárri är nära nog obefolkad, med mindre än två invånare per kvadratkilometer. Omgivningarna runt Čieskadasvárri är i huvudsak ett öppet busklandskap.